# 鹿児島市役所
鹿児島市役所（かごしましやくしょ）は、日本の地方公共団体である鹿児島市の執行機関としての事務を行う施設（役所）である。

## 本庁

### 沿革

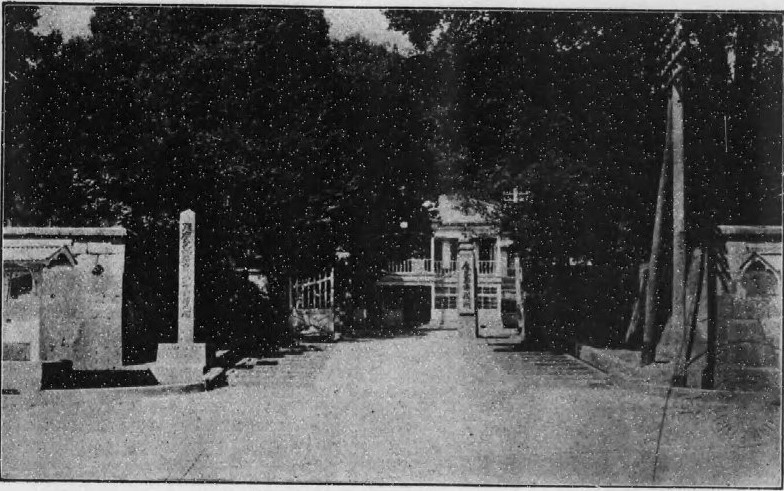
1924年頃の初代鹿児島市役所本庁舎

- 1889年（明治22年）4月1日 - 市制が施行されたのに伴い鹿児島市山之口馬場町（現在の山之口町）に市役所を設置する[1]。
- 1889年（明治22年）7月10日 - 興業館に仮市役所を設置することが鹿児島県知事に許可され、開庁式が行われる[2]。
- 1892年（明治25年）4月 - 山下町（現在の鹿児島市立美術館の所在地）に庁舎が完成し移転する[3][4]。
- 1937年（昭和12年）6月15日 - 現在地に現本庁舎が竣工する[5][6]。
- 1945年（昭和20年）7月29日 - 鹿児島大空襲の影響により市庁舎に被害は無かったが、市役所の疎開が行われ上の原水源地に移転した[7]。8月15日頃には第二次世界大戦終戦に伴い疎開先の上の原水源地より市庁舎に戻った[8]。
- 1945年（昭和20年）10月5日 - 連合国軍最高司令官総司令部鹿児島軍政部（のちに鹿児島民事部に改称）が鹿児島市役所内に本部を設置（1949年（昭和24年）4月1日に閉鎖）[8]。
- 1967年（昭和42年）2月27日 - 鹿児島市役所別館が竣工する[9]。
- 1986年（昭和61年）8月25日 - 鹿児島市役所東別館が竣工する[10]。
- 1998年（平成10年）12月11日 - 鹿児島市役所本館が「鹿児島市庁舎本館」として国の登録有形文化財（建造物）に登録される[5]。
- 2004年（平成16年）11月8日 - かつての南日本新聞社の本社が鹿児島市役所みなと大通り別館となる[11]。

### 施設
本庁の施設として、本館、別館、東別館、みなと大通り別館がある。開庁時間は平日は午前8時30分から午後5時15分まで（但し、祝・休日及び12月29日から1月3日までを除く）

#### 本館
| 階 | 概 要 |
| -- | --- |
| 3F | 健康福祉局長、健康福祉部長、健康福祉総務課、福祉事務所長、保護第一課、保護第二課、財政部長、財政課、国際交流課、職員課、管財課、土地開発公社                             |
| 2F | 市長室、副市長室、企画部長、政策企画課、政策推進課、交通政策課、総務局長、総務部長、総務課、秘書課、広報課、人事課、行政管理課、会計管理室長、会計管理室審査第一、第二係 |
| 1F | 子育て支援部長、子育て支援推進課、こども福祉課、高齢者福祉課、障害者福祉課 、介護保険課、地域福祉課、会計管理者、会計管理室出納係、管財課庁務係、市公金取扱所            |

なお、本館地下には鹿児島市職員厚生会の委託により食堂が開設されている。1962年（昭和37年）1月から営業していたが、コロナ禍や物価高騰により地下食堂は2023年（令和5年）3月10日で閉店した。その後、同年5月8日から新たに鹿児島市内で居酒屋やカフェを展開するグッドフェローズダイニングが地下食堂を運営することになり、前食堂のちゃんぽんやかつ丼のメニューを引き継いだ。

#### 別館

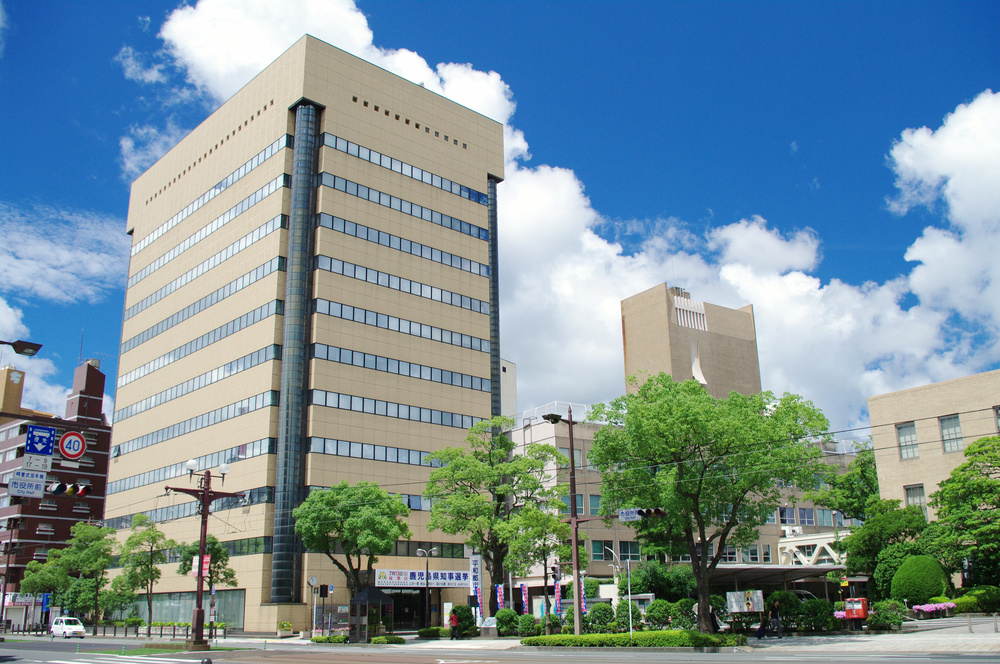
鹿児島市役所 東別館（左前）・別館（右奥）

| 階  | 別 館 |
| --- | --- |
| 4F  | 工事検査課、選挙管理委員会、議会協議会室、委員会室、議会図書室                                            |
| 3F  | 正副議長室、議員控室、議会事務局長、議会事務局総務課、政務調査課、議事課                                  |
| 2F  | 税務部長、市民税課、資産税課、納税課、特別滞納整理課、指導監査課 別棟：東部保健センター、健康づくり推進課 |
| 1F  | 市民課、国民健康保険課、国民年金課、教育委員会学務課学事係、市民ギャラリー 別棟：東部保健センター         |
| B1F | 管財課車両管理係                                                                                          |

#### 東別館
| 階  | 東別館                                                         |
| --- | -------------------------------------------------------------- |
| 11F | 展望食堂、総務課統計係                                         |
| 10F | 情報システム課                                                 |
| 9F  | 電話交換室、特別会議室、中会議室、小会議室                     |
| 8F  | 土地利用調整課、区画整理課                                     |
| 7F  | 都市計画部長、都市計画課、都市景観課、都市再開発課、河川港湾課 |
| 6F  | 建設局長、管理部長、管理課、公園緑化課、道路維持課             |
| 5F  | 道路部長、道路建設課、街路整備課、道路管理課                   |
| 4F  | 建築部長、建築指導課、住宅課                                   |
| 3F  | 市民局長、市民部長、市民参画推進課、人権啓発室、建築課、設備課 |
| 2F  | 安心安全課                                                     |
| 1F  | 市民相談センター                                               |

#### みなと大通り別館

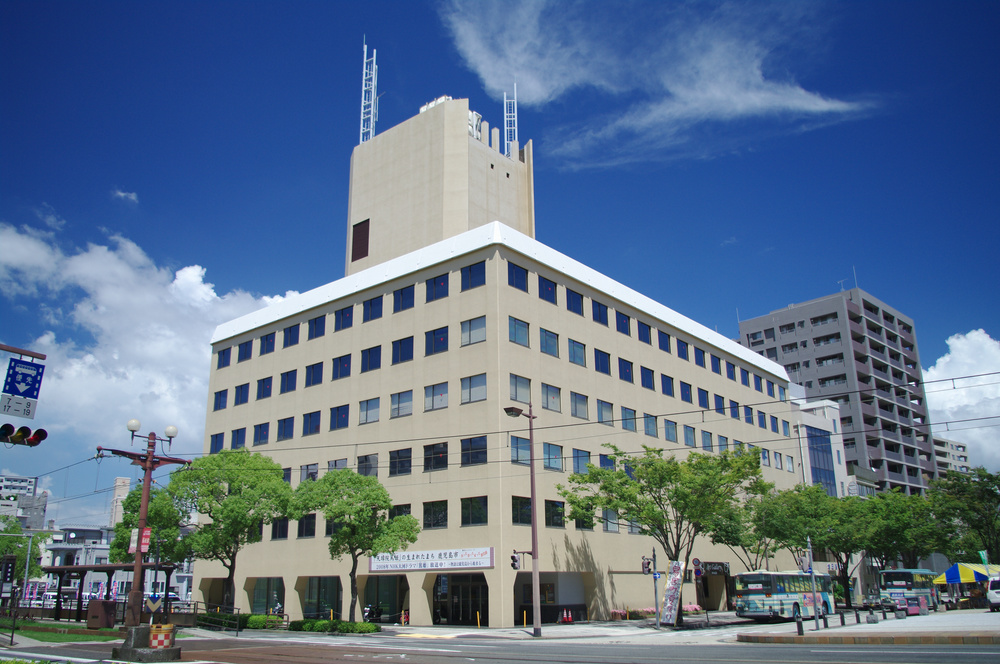
鹿児島市役所 みなと大通り別館

| 階 | みなと大通り別館 |
| -- | --- |
| 6F | ソーホーかごしま |
| 5F | 経済局長、商工観光部長、商工総務課、企業振興課、中心市街地活性化推進室、観光企画課、観光振興課、かごしまプロモーション推進室、農林水産部長、農政総務課、生産流通課、農地整備課 |
| 4F | 環境局長、環境部長、環境政策課、環境指導課、環境保全課、環境衛生課、清掃部長、リサイクル推進課、農業委員会                                                                     |
| 3F | 契約課、工事入札室、物品入札室 |
| 2F | 監査事務局、外部監査室 |
| 1F | 市民アートギャラリー、国際交流サロンかごしま、市政情報コーナー、IT体験コーナー                                                                                                 |

### アクセス
- 民間バス、市営バス・市電『市役所前』下車徒歩1分

### 周辺
- 鹿児島駅
- 天文館（鹿児島市の繁華街）
- いおワールドかごしま水族館

## 谷山支所
鹿児島市役所谷山支所（かごしましやくしょたにやまししょ）は鹿児島市谷山中央四丁目に庁舎を置く鹿児島市役所の支所。管轄区域は谷山地域の全域にあたる。

### 沿革
- 1949年（昭和24年） - 谷山市役所庁舎として建設される[14]。
- 1967年（昭和42年）4月29日 - 鹿児島市と谷山市が対等合併し鹿児島市が発足したのに伴い、それまでの谷山市役所に鹿児島市役所谷山支所が設置される[15]。
- 1978年（昭和53年）12月18日 - 旧支所庁舎を建て替え、新庁舎の使用が開始される[14]。

### 所在する部署
- 谷山支所総務課
  - 地域振興係
  - 相談係
- 谷山支所市民課
  - 市民係
- 戸籍係
- 国民健康保険係
- 谷山支所税務課
  - 諸税係
  - 市民税係
  - 家屋係
  - 土地係
  - 納税係
- 環境衛生課
  - 谷山分室
- 学務課
  - 谷山分室
- 谷山農林課
  - 農林係
  - 農林土木課
- 谷山都市整備課
  - 谷山駅周辺地区係
  - 谷山第二地区係
  - 補償係
  - 工事係
- 谷山建設課
  - 管理係
  - 用地係
  - 建設係
  - 維持係
- 谷山福祉事務所
  - 福祉課
    - 介護障害係
    - 児童高齢係

  - 保護課
    - 生活支援係
    - 北地区係
    - 南地区係
- 農業委員会谷山支局
- 社会事業協会
- 社会福祉協議会

### 周辺
- 鹿児島市立谷山小学校
- 谷山サザンホール
- 鹿児島南郵便局

## 伊敷支所
鹿児島市役所伊敷支所（かごしましやくしょいしきししょ）は鹿児島市伊敷五丁目に庁舎を置く鹿児島市の支所である。管轄区域は伊敷地域の全域にあたる。

### 沿革
- 1950年（昭和25年）10月1日 - 伊敷村編入に伴い、それまでの伊敷村役場の建物に鹿児島市役所伊敷支所が設置される[16]。

### 所在する部署
- 伊敷支所総務市民課
  - 地域振興係
  - 市民係
- 伊敷支所税務課
- 伊敷福祉課
  - 福祉係
  - 保護係
- 伊敷農林事務所
- 農業委員会伊敷支局

### アクセス
- 市営バス、鹿児島交、JRバス『伊敷脇田』下車徒歩4分

### 周辺
- 鹿児島市立伊敷小学校
- 国道3号
- 鹿児島北インターチェンジ

## 吉野支所
鹿児島市役所吉野支所（かごしましやくしょよしのししょ）は鹿児島市吉野町に庁舎を置く、鹿児島市役所の支所である。管轄区域は吉野地域の全域にあたる。

### 沿革
- 1998年（平成10年）1月1日 - 吉野出張所が吉野支所に昇格[17]。

### 所在する部署
- 吉野支所総合市民課
- 吉野支所税務課
- 吉野福祉課
- 吉野農林事務所
- 農業委員会事務局吉野支局

### 周辺
- 鹿児島県立鹿児島養護学校
- 鹿児島市立吉野小学校

### アクセス
- 南国交通バス吉野支所前下車徒歩1分
- 南国交通バス無線前下車徒歩約1分

## 東桜島支所
鹿児島市役所東桜島支所（かごしましやくしょひがしさくらじまししょ）は鹿児島市東桜島町に庁舎を置く、鹿児島市役所の支所であった。管轄区域は桜島地域のうち東桜島地区の全域となっていた。

### 沿革
- 1950年（昭和25年）10月1日 - 東桜島村編入に伴い、それまでの東桜島村役場の建物に鹿児島市役所東桜島支所を設置[16]。
- 2019年（平成31年） - 廃止。新しい桜島支所に統合[18]。

### 所在する部署
- 総務市民係
- 税務係
- 東桜島農林事務所

### その他の施設
- 東桜島分遣隊（2階）
- 東桜島公民館（2階）

### 周辺
- 鹿児島市立東桜島中学校
- 鹿児島市立東桜島小学校
- 東桜島郵便局

## 吉田支所
鹿児島市役所吉田支所（かごしましやくしょよしだししょ）は鹿児島市本城町に庁舎を置く、鹿児島市役所の支所である。現在の吉田支所の庁舎は2004年に吉田町が鹿児島市に編入される以前は吉田町役場として使用されていたものである。吉田支所の管轄区域は吉田地域の全域となっている。

### 所在する部署
- 吉田支所総務市民課
  - 市民係
  - 地域振興係
- 吉田支所税務課
- 吉田保健福祉課
- 吉田建設事務所
- 吉田農林事務所
- 農業委員会事務局吉田支局

### 併設施設
- 吉田地区保健センター
- 吉田公民館

### アクセス
- 南国交通『本城』下車徒歩2分

### 周辺
- 鹿児島市立本城小学校

## 桜島支所
鹿児島市役所桜島支所（かごしましやくしょさくらじまししょ）は鹿児島市桜島藤野町に庁舎を置く、鹿児島市役所の支所である。
現在の桜島支所の庁舎は2004年に桜島町が鹿児島市に編入される以前は桜島町役場として使用されていたものである。2019年に旧桜島支所と東桜島支所が廃止され、新しい桜島支所が設置される。桜島支所の管轄区域は桜島地域の全域となっている。

### 所在する部署
- 総務市民課
  - 市民係
  - 税務係
  - 地域振興係
- 桜島保健福祉課
- 桜島農林事務所
- 桜島建設事務所
- 農業委員会事務局桜島支所

### アクセス
- 市営バス『桜島支所』下車徒歩1分

### 周辺
- 鹿児島市立桜島中学校
- 鹿児島市消防局桜島西分遣隊
- 西道海水浴場

## 喜入支所
鹿児島市役所喜入支所（かごしましやくしょきいれししょ）は鹿児島市喜入町に庁舎を置く、鹿児島市役所の支所である。
喜入支所の庁舎は2004年に喜入町が鹿児島市に編入される以前には喜入町役場として使用されていたが、2009年より建て替え工事が行われ、2011年10月24日に供用を開始した。また、建て替え後は喜入公民館及び喜入分遣隊の庁舎も併設される予定である。
喜入支所の管轄区域は喜入地域の全域となっている。

### 沿革
- 2011年（平成23年）10月24日 - 旧喜入支所の位置に喜入支所を新築し、建物内に喜入公民館を併設する[19]。

### 所在する部署
- 総務市民課
- 税務課
- 喜入保健福祉課
- 喜入農林事務所
- 農業委員会事務局喜入支局
- 喜入建設事務所

### 併設施設
- 喜入公民館

### アクセス
- 九州旅客鉄道指宿枕崎線『喜入駅』下車徒歩7分
- 鹿児島交通『喜入』下車徒歩3分

### 周辺
- 鹿児島市立喜入小学校
- 鹿児島市立喜入中学校
- 喜入総合体育館
- 喜入駅
- 鹿児島南消防署喜入分遣隊
- 喜入地区保健センター

## 松元支所
鹿児島市役所松元支所（かごしましやくしょまつもとししょ）は鹿児島市上谷口町に庁舎を置く、鹿児島市役所の支所である。松元支所の庁舎は2004年に松元町が鹿児島市に編入される以前は松元町役場として使用されていたものである。松元支所の管轄区域は松元地域の全域となっている。

### 所在する部署
- 松元支所総務市民課
  - 地域振興係
  - 市民係
- 松元支所税務課
- 松元保健福祉課
- 松元農林事務所
- 松元建設事務所
- 農業委員会松元支局

### 併設施設
- 松元地区保健センター

### アクセス
- 九州旅客鉄道鹿児島本線『薩摩松元駅』下車徒歩7分
- 南国交通『松元支所前』下車徒歩3分

### 周辺
- 鹿児島市立松元小学校
- 鹿児島市立松元中学校
- 薩摩松元駅
- 松元平野岡体育館
- 鹿児島市立松元幼稚園
- 松元中央公民館

## 郡山支所
鹿児島市役所郡山支所（かごしましやくしょこおりやまししょ）は鹿児島市郡山町に庁舎を置く、鹿児島市役所の支所である。郡山支所の庁舎は2004年に郡山町が鹿児島市に編入される以前は郡山町役場として使用されていたものである。郡山支所の管轄区域は郡山地域の全域となっている。

### 所在する部署
- 総務市民課
  - 市民係
  - 地域振興係
- 郡山保健福祉課
- 税務課
- 郡山建設事務所
- 郡山農林事務所
- 郡山区画整理事務所
- 農業委員会郡山支局

### 併設施設
- 郡山地区保健センター

### アクセス
- 鹿児島交『甲陵高校入口』下車徒歩4分

### 周辺
- 鹿児島県立甲陵高等学校/鹿児島県立明桜館高等学校
- 鹿児島市立郡山中学校
- 鹿児島市立郡山小学校

## サービスステーション
- 鴨池市民サービスステーション:イオン鹿児島鴨池店2階
- 鹿児島中央駅市民サービスステーション:鹿児島中央駅2階（西口の奥）